# Ruderitz
Ruderitz ist ein Ortsteil der Gemeinde Weischlitz im sächsischen Vogtlandkreis. Er wurde am 16. Mai 1968 nach Krebes eingemeindet, welches am 1. Januar 1994 mit sechs weiteren Gemeinden zur Gemeinde Burgstein zusammengeschlossen wurde. Diese wurde wiederum am 1. Januar 2011 in die Großgemeinde Weischlitz eingegliedert. Seitdem bilden Krebes und Ruderitz den Ortsteil Krebes/Ruderitz. In der Flur von Ruderitz befinden die beiden Burgstein-Ruinen, die der einstigen Gemeinde Burgstein den Namen gaben.

## Geografie

### Lage und Verkehr
Ruderitz befindet sich im Südwesten der Gemeinde Weischlitz. Der Ort liegt im Norden der Ortsflur. Durch Ruderitz fließt der Ruderitzer Dorfbach, der über den Kemnitzbach in die Weiße Elster entwässert.
Ruderitz liegt im Burgsteingebiet, durch das der Kammweg Erzgebirge–Vogtland verläuft. In der westlichen Ortsflur liegt der Ortsteil Burgstein mit den beiden Burgstein-Ruinen und den Burgstein-Häusern. Südlich des Burgsteins befindet sich die Platte oder der Plattenberg mit dem Unteren Plattenhaus und dem Oberen Plattenhaus. Am Südrand des Plattenberges, welcher durch Wanderwege mit den Burgsteinruinen verbunden ist, befindet sich der bereits zu Krebes gehörige Weiler Schwarzenreuth. Südöstlich des Orts verläuft in einiger Entfernung die Bundesautobahn 72.
Der Ort ist mit der vertakteten RufBus-Linie 53 des Verkehrsverbunds Vogtland an Weischlitz, Oelsnitz und Gutenfürst angebunden.
Ruderitz befindet sich im Westen des Vogtlandkreises und im sächsischen Teil des historischen Vogtlands an der Grenze zum Bayerischen Vogtland. Geografisch liegt der Ort im Zentrum des Naturraums Vogtland (Mittelvogtländisches Kuppenland).

### Nachbarorte
|                | Schwand                                     |                        |
| Krebes         | Kompassrose, die auf Nachbargemeinden zeigt | Geilsdorf              |
| Schwarzenreuth | Flur Ramoldsreuth                           | Großzöbern mit Berglas |

## Geschichte

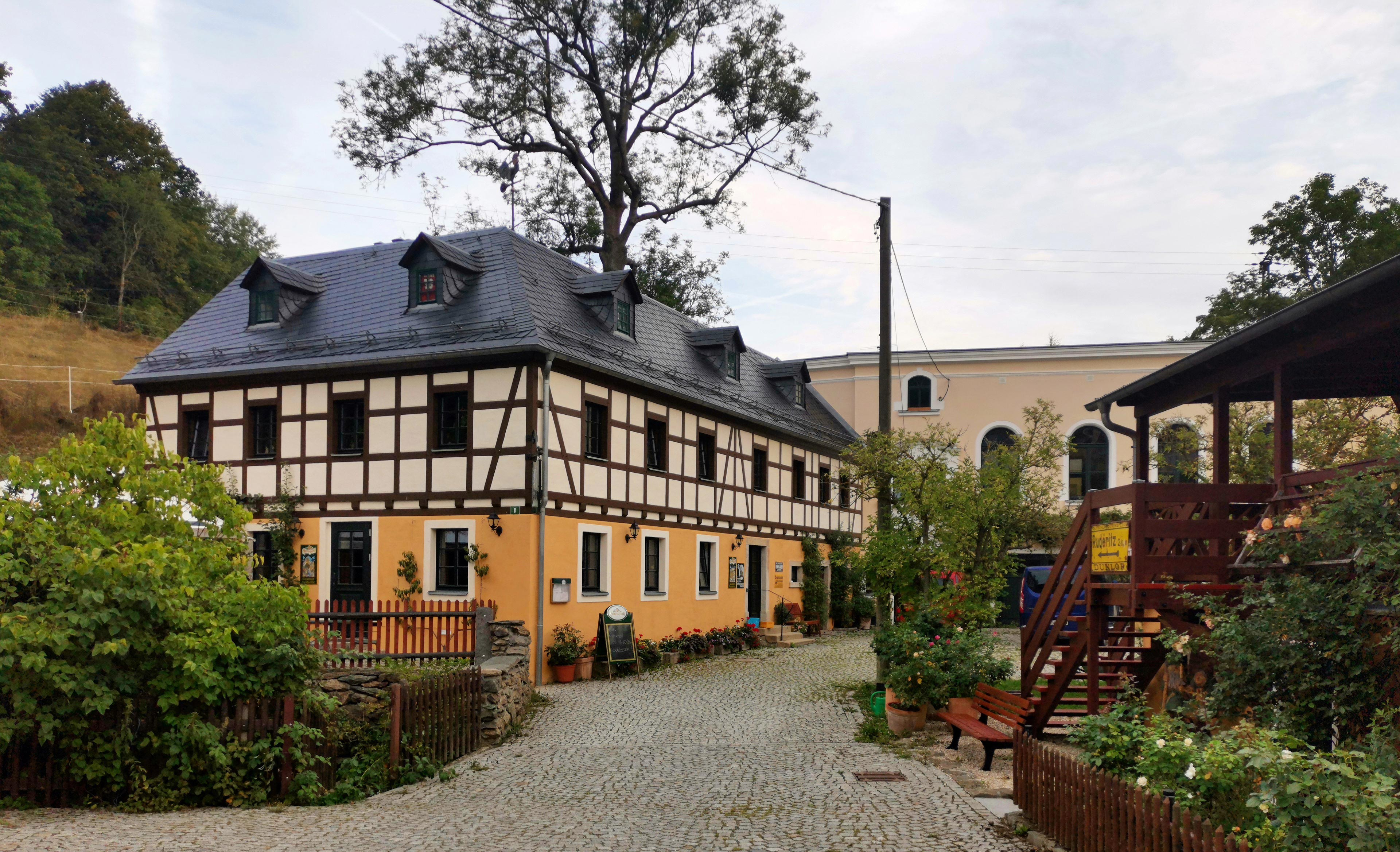
Historischer Gasthof in Ruderitz

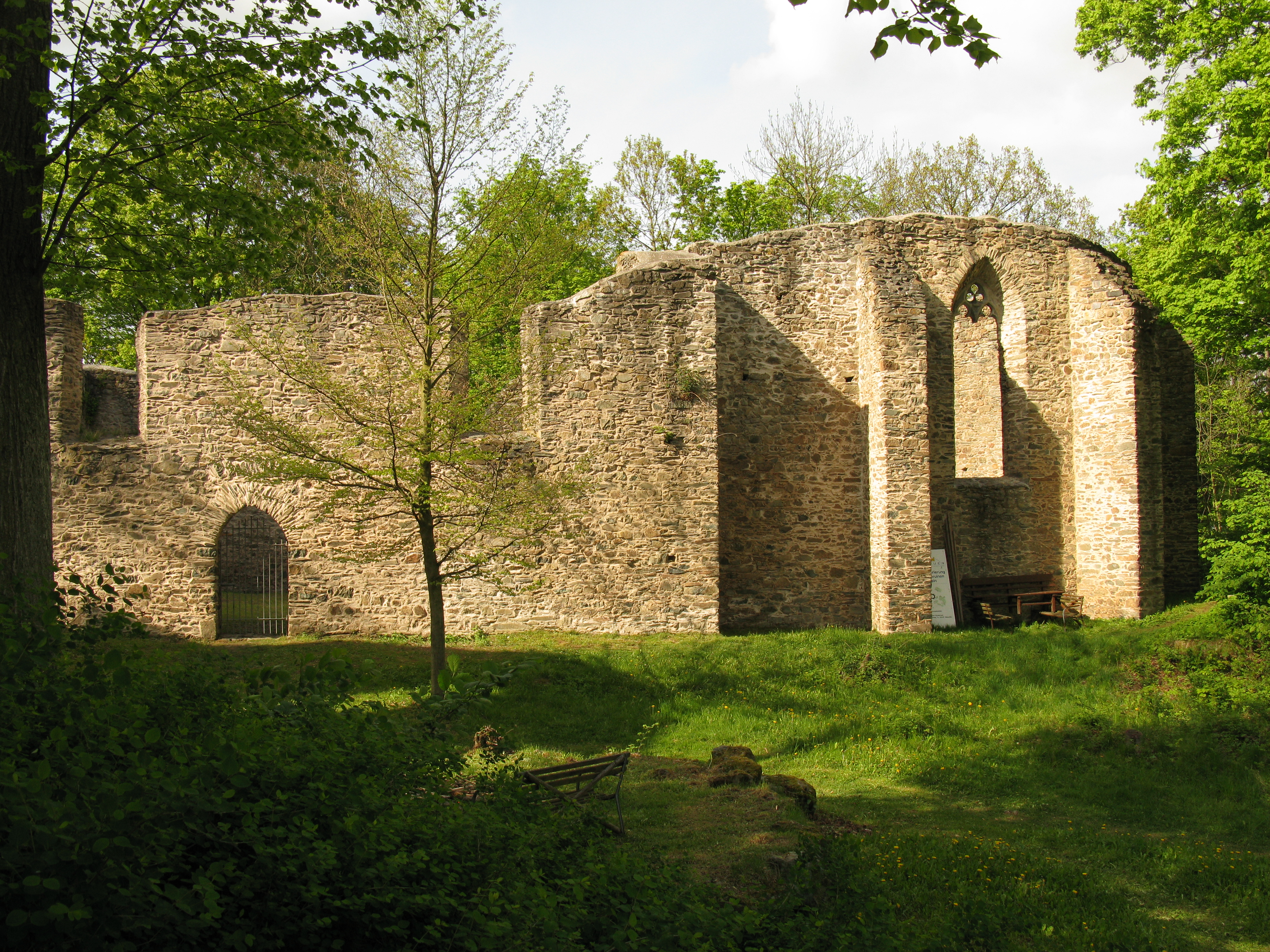
Burgsteinruinen in der westlichen Fluren von Ruderitz

Das Waldhufendorf Ruderitz wurde im Jahr 1418 als Reichartz und der Ortsteil Burgstein in der nordwestlichen Ortsflur im Jahr 1479 als zum Bruckstein erwähnt. Im Westen des Vogtlands gelegen, waren die Orte im 14. Jahrhundert im Besitz des vogtländischen Adelsgeschlechts von Sack. Auf dem Burgstein ist zumindest für die 1420er Jahre ein Adelssitz archivalisch belegt („… daß [Edel-]lewt sein gesessen zu Burckstein[,] die haben geheyßen die Pucher“). 1474 entstand auf dem Burgstein nach einer Marienerscheinung eine Wallfahrt, verbunden mit der Errichtung einer Wallfahrtskapelle (heute westliche Burgsteinruine), die zur Pfarrei des Nachbarortes Krebes und somit zum Bistum Bamberg gehörte. Nicht zuletzt die Lage unmittelbar an der Grenze der Bistümer Bamberg und Naumburg führte zwischen beiden zu langjährigen Streitigkeiten um die vermutlich beträchtlichen Wallfahrtseinnahmen, die 1487 vertraglich beigelegt wurden. Die Errichtung der zweiten, östlichen Burgsteinkirche ist im Zusammenhang mit der 1489 erfolgten Erhebung zur eigenständigen Pfarrei zu sehen (sie wäre demnach die Pfarrkirche der neuen Kirchgemeinde gewesen). Mit der Durchsetzung der Reformation im Vogtland und der damit verbundenen Ablehnung der katholischen Wallfahrtspraxis setzte der Niedergang der Doppelkirchenanlage ein. 1540 verfügte der sächsische Kurfürst Johann Friedrich den Abriss beider Burgstein-Sakralbauten, die in der Folge zwar nicht vollständig abgetragen, aber dem Verfall preisgegeben wurden. Die Mitglieder der Burgstein-Pfarrgemeinde wurden an die Kirche des Nachbarortes Geilsdorf verwiesen. In der Gegenwart ist Ruderitz kirchlich nach Krebes gepfarrt, welches eine sogenannte Streitpfarre im vogtländischen Grenzland war. Im 15. Jahrhundert gab es am nahe gelegenen Plattenberg bergbauliche Tätigkeiten.
Bezüglich der Grundherrschaft war Ruderitz bis ins 19. Jahrhundert geteilt. Ein Anteil gehörte mit dem Burgstein zum Rittergut Geilsdorf. Ein weiterer Anteil unterstand dem Rittergut Schwand. Der dritte Teil von Ruderitz gehörte als Amtsdorf direkt zum kursächsischen bzw. königlich-sächsischen Amt Plauen. 1856 wurde Ruderitz mit dem Ortsteil Burgstein dem Gerichtsamt Plauen und 1875 der Amtshauptmannschaft Plauen angegliedert. Im Zeitalter der Romantik wurde im 19. Jahrhundert der Burgstein mit seinem beiden Ruinen wiederentdeckt. Ein 1875/77 auf dem Burgstein erbautes Gasthaus erhöhte die Attraktivität des Ortes bis Anfang der 1950er Jahre beträchtlich und war vor allem zu Beginn des 20. Jahrhunderts Treffpunkt eines illustren Künstlerkreises um den vogtländischen Maler und Grafiker Hermann Vogel.
Durch die zweite Kreisreform in der DDR kam die Gemeinde Ruderitz im Jahr 1952 zum Kreis Plauen-Land im Bezirk Chemnitz (1953 in Bezirk Karl-Marx-Stadt umbenannt). Mit der Einrichtung des Sperrgebiets an der innerdeutschen Grenze wurde das bis dahin touristisch beliebte Burgsteingebiet nicht mehr zugänglich. Die letzte Wirtsfamilie auf dem Burgstein wurde 1952 zwangsausgewiesen.
Am 16. Mai 1968 wurde Ruderitz mit Burgstein nach Krebes eingemeindet. Mit der Wende endete für Ruderitz und das Burgsteingebiet die Lage im Sperrgebiet. Als Teil der Gemeinde Krebes gehörte Ruderitz ab 1990 zunächst zum sächsischen Landkreis Plauen. Am 1. Januar 1994 schloss sich die Gemeinde Krebes mit sechs weiteren Gemeinden zur Gemeinde Burgstein zusammen, die ihren Namen vom Berg Burgstein erhielt. Diese gehörte seit 1996 zum Vogtlandkreis. Mit der Eingliederung der Gemeinde Burgstein in die Großgemeinde Weischlitz bilden Krebes mit dem Weiler Schwarzenreuth und Ruderitz mit dem Weiler Burgstein seit dem 1. Januar 2011 den Ortsteil Krebes/Ruderitz von Weischlitz.

## Sehenswürdigkeiten
- Burgstein-Gebiet mit den Burgstein-Ruinen und dem Plattenberg (Restanlagen des Kupferbergbaus noch sichtbar)
- Blockhaus Ruderitz
- Historischer Gasthof Ruderitz